# Gnomidolon glabratum
Gnomidolon glabratum là một loài bọ cánh cứng trong họ Cerambycidae.